# Bagyura-barlang
A Bagyura-barlang önálló barlang volt, de jelenleg a Pál-völgyi-barlangrendszer része. A Duna–Ipoly Nemzeti Parkban lévő Budai-hegységben, Budapest II. kerületében található. Turista útikalauzokban is ismertetve van a barlang.

## Leírás
Budapest II. kerületében, a Szépvölgyi út mellett lévő, már nem művelt, rekultivált, parkosított (Szépvölgyi út 162. sz. alatti) pál-völgyi kőfejtő alsó fejtési szintjének DNy-i sarkában, a járószinten van a barlang látványos, 6×7 m-es bejárata, amely a kőfejtő arculatát nagyon meghatározza. A kőfejtőben lévő Pál-völgyi-barlang bejáratával azonos szintben nyílik a Bagyura-barlang bejárata. A kőfejtő mellett parkoló lett kialakítva. A Kolosy térről induló 65-ös és 65A számú autóbuszok megállnak a kőfejtőnél. A Bagyura-barlang bejárata előtt egy fagerendákból készült kerítés található, amelyben van egy kapu. A kapun keresztül lehet a bejáratot elérni. Némi algásodás látható bejáratában. Belül az omladékos kitöltésre faácsolat került, ami a kíváncsiskodókat megóvja a mélybe zuhanástól.
A több, hasadék jellegű járat összeszakadásával szélesedett Bagyura-barlang átjárót alkot a Kis Hideg-lyuk és a Harcsaszájú-barlang között. A Bagyura–Harcsaszájú–Kishideglyuk-barlangrendszer legrövidebb barlangja volt a Bagyura-barlang. A barlang befoglaló kőzete, a terület többi barlangjaiéhoz hasonlóan, főleg felső eocén, sekélytengeri eredetű mészkő (Szépvölgyi Mészkő Formáció), amelyben gyakran kőzetalkotó mennyiségben vannak nagyméretű egysejtűek (Nummulites, Discocyclina) jellegzetes mészvázai.
A bejáratot kitöltő omladékon leereszkedve, az omladék között néhány nyílás figyelhető meg. A járat meredeken halad lefelé, és 7 m-rel lejjebb, közel a talpszinthez a nagy kőtömbök között visszafelé haladva a DK-i oldalon (30–40 cm) lehet bejutni abba az omladékos járatba, amely bevezet a Kis Hideg-lyukba. A Kis Hideg-lyukat egy keskeny, 12 m hosszú kuszodajárat köti össze a Bagyura-barlang alsó részével. A Harcsaszájú-barlanggal az összeköttetést a Bagyura-barlang ÉNy-i hasadékának végpontja jelenti, amely jelenleg omladékkal és némi hulladékkal van kitöltve. A barlangra jellemző omladékos formakincsen kívül cseppkövek is előfordulnak benne, de csak kis felületen.
1913-ban volt először Bagyura-barlangnak nevezve a barlang az irodalmában. Bagyura Tamás nevéről nevezte el Bekey Imre Gábor Bagyura-barlangnak. Így akarta megköszönni a szerény, de a barlangkutatásban nagy érdemeket szerzett fiatalembernek megfizethetetlen segítségét. Bagyura Tamás volt Bekey Imre Gábor segítőtársa a barlangban végzett fényképezés, felmérések, adatgyűjtés és dinamitrobbantások fárasztó munkáiban. Előfordul a barlang az irodalmában Bagyura barlang (Láng 1957), Bagyura Cave (Kordos 1977), Bagyura-lyuk (Leél-Őssy 1957), Bagyura lyuk (Láng 1957), Déry-barlang (Kordos 1984), Harcsaszájú és Bagyura-barlang (Kordos 1984), Kőbánya-barlang (Kadić 1921), Kőbánya barlang (Láng 1957), Kőfejtő-barlang (Bertalan 1976), Kőfejtő barlang (Láng 1957), Öreg-barlang (Kordos 1984), Róka-barlang (Bertalan 1976) és Róka barlang (Láng 1957) neveken is.

## Kutatástörténet
A Turisták Lapja 1913. évi évfolyamában megjelent dolgozatban az olvasható, hogy 1902. május 11-én a pál-völgyi kőfejtőben a Jordan-barlang bejárata, a Déry-barlang és a Déry-barlanggal egyazon repedési síkban, de sokkal lejjebb található Bagyura-barlang bejárata voltak ismertek. A Déry-barlang folyosója a leszállás környékén egy kürtővel nemrég össze volt kötve az alatta lévő Bagyura-barlanggal, de ezt az utat betemette a kőhullás. A Déry-barlangtól sokkal lejjebb elhelyezkedő Bagyura-barlangot Bagyura Tamás nevéről nevezte el Bekey Imre Gábor. Így akarta megköszönni a szerény, de a barlangkutatásban nagy érdemeket szerzett fiatalembernek megfizethetetlen segítségét. Bagyura Tamás volt Bekey Imre Gábor segítőtársa a fényképezés, a felmérések, az adatgyűjtés és a dinamitrobbantások fárasztó munkáiban.
A Bagyura-barlang a bánya D-i falának egyik kiszögellésében található. Bejárata szűk és meredeken lejt lefelé. A bejáraton át kötél használatával egy 6 m mélyen fekvő gyönyörű, tág és magas terembe lehet leereszkedni. A Pálvölgyi-barlangrendszernek ez az egyetlen kifejezetten teremszerű ürege. A többi csak kibővült vagy egész szűk folyosó. A terem alja tele van a mennyezetről lezuhant hatalmas sziklatömbökkel, amelyek alatt kényelmesen át lehet bújni. A bejárattal szemben egy négyszögletes, mennyezetről függő, háznagyságú sziklatömb látható, amely tele van egymáshoz simult telelő denevérekkel. Ennek a sziklatömbnek a bal oldala egészen szabad és egy nagy magasságig húzódó kivájt folyosót alkot, amelyen át térden mászva és kúszva nemrég át lehetett menni a Déry-barlangba. De ez a rész is jelenleg be van temetve. A függő sziklatömb alatt csak néhány métert lehet haladni, mert a lehullott törmelék elzárja az utat. A terem D-i, mélyebb részében Bekey Imre Gábor talált egy szűk és 30 m mély csatornát, amely Ny-i irányban egy ugyanolyan hosszú, folyton szűkülő folyosóban végződött. A barlang nincs még teljesen átkutatva és még sok meglepetést tartogat. A publikációban látható két olyan fénykép, amelyek a Bagyura-barlangot mutatják be. Az egyik fénykép a barlang bejáratát, a másik pedig a barlangban lévő függő sziklatömböt szemlélteti. A két fekete-fehér fényképet Bekey Imre Gábor készítette.

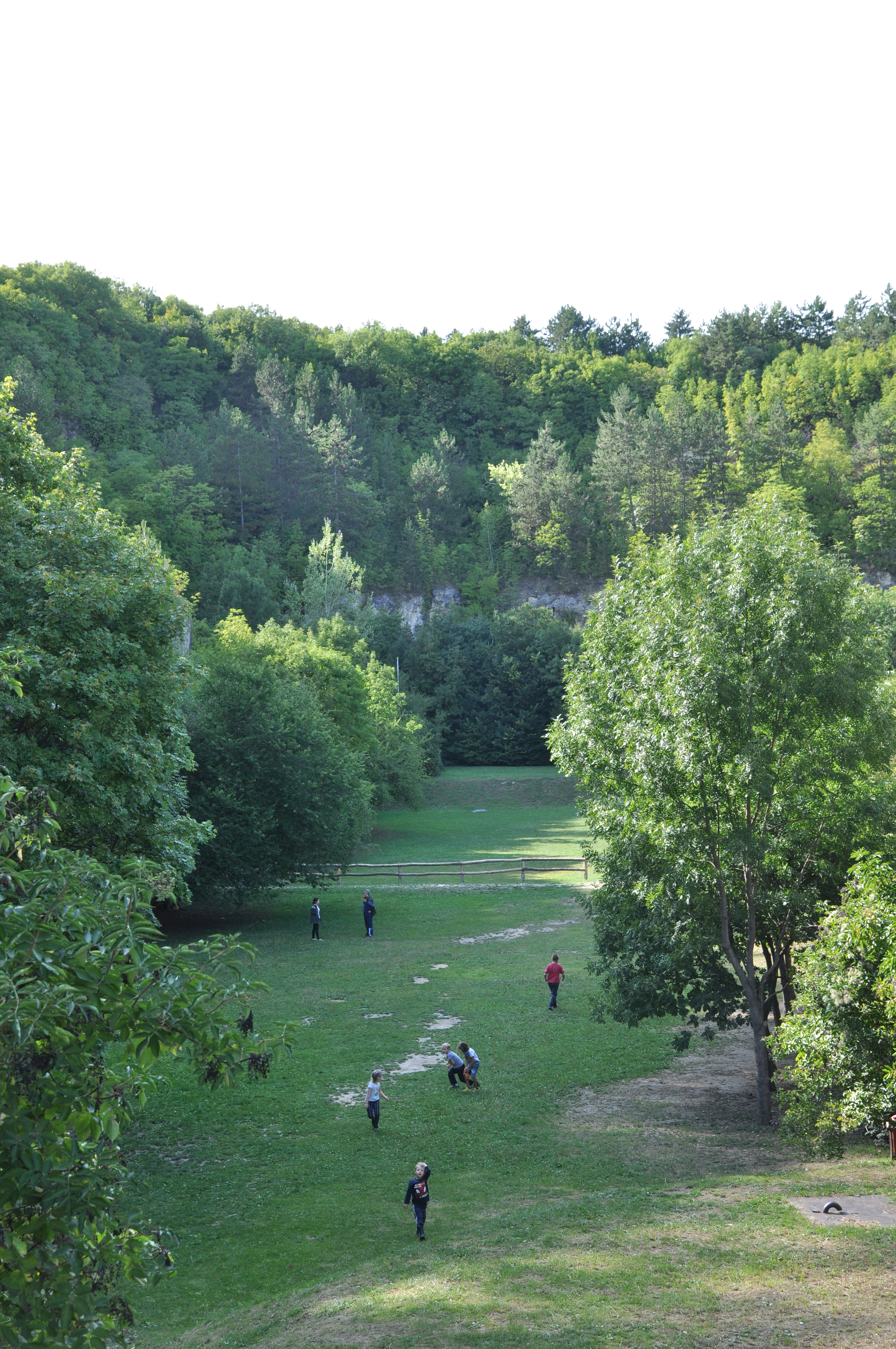
A Bagyura-barlang bejáratának helyet adó pálvölgyi kőfejtő

Az 1919. évi Barlangkutatásban publikált és Kadić Ottokár által írt jelentésben meg van említve, hogy a Pál-völgyi-barlang kutatásának befejezése után, 1919-ben került sor a többi pál-völgyi és Budapest vidéki barlang, például a Bagyura-barlang tanulmányozására és felmérésére. A Bagyura-barlang felmérését a Pannonia Turistaegyesület Barlangkutató Szakosztály tagjai (Frölich Árpád, Bagyura János, Jilek Antal, Som Imre, Ruzitcska Gyula, Pürner József, Frei Hermán és mások) segítették. A barlangban jelenleg is folyik a kutatás.
Az 1919. évi Barlangkutatásban lévő, Scholtz Pál Kornél beszámolóban az van írva, hogy Lóczy Lajos megbízásából Kadić Ottokár felméréseket végzett a pál-völgyi kőbánya barlangjaiban és ebben a munkában a Pannónia Turista-Egyesület Barlangkutató Szakosztálya támogatta Kadić Ottokárt. Ekkor kutatás és felmérés történt a Bagyura-barlangban. A barlangok felmérésénél a szakosztály tagjai (Frölich Árpád, Bagyura János, Jilek Antal, Som Imre, Ruzitska Gyula, Pürner József, Frei Hermann és mások) segédkeztek. A Természet 1920. évi évfolyamában szó van arról, hogy a pál-völgyi barlangok nem régóta ismertek. Felfedezésük és feltárásuk rövid történetét Bekey Imre Gábor vázolta fel a Turisták Lapja 1913. évi évfolyamában.
Az 1920-ban publikált, Barcza Imre és Thirring Gusztáv által írt útikalauzban szó van arról, hogy a Pál-völgyi-barlangon kívül a pál-völgyi kőbányában nyílik néhány kisebb barlang és sziklaüreg. A kőbánya Ny-i sarkában két üreg (a Kőbánya-barlang és a Harcsaszájú-barlang) található, amelyek egymás felett jöttek létre. A Kőbánya-barlang (Bagyura-barlang) közvetlenül a Harcsaszájú-barlang alatt, ugyanannak a repedésnek mélyebb részén jött létre. A két barlang állítólag egy szűk, jelenleg eltömődött hasadékkal kapcsolódik egymáshoz. A két barlang szomszédságában van a Pálvölgyi-sziklaüreg.
A Kőbánya-barlang alacsony bejárata egy ÉNy-ra haladó, 20 m hosszú, átlag 4 m széles üregbe vezet, amely hátrafelé keskenyedik. Ennek az üregnek elülső része egy 12 m magas csarnokot képez, melynek főtéje hátrafelé egyre alacsonyodik hatalmas, függő kő alakban. Alig 2 m magas a barlang a közepétől a végéig. A barlang fenekén, de főleg a barlangbejáratban leszakadt nagy kőtömbök fekszenek, melyek nehézzé teszik a közlekedést a barlangban. A pálvölgyi barlangok leginkább kémény- és repedésmászás gyakorlására alkalmasak. Simaságuk, nedvességük és sárosságuk annyira megnehezítik a sziklákon a mászást, hogy csak nagyon óvatosan lehet falat mászni bennük. Biztos, jó fogást csak a friss repedések és törések, esetleg cseppkőképződmények vagy cseppkővel bevont (cementált) kisebb-nagyobb kődarabok nyújtanak. Általában a fogások és az állások teljesen simák és kifelé lejtenek, ezért kevés biztonságérzetet nyújtanak.
A Turistaság és Alpinizmus 1920. évi évfolyamában kiadott cikk szerint a pálvölgyi barlangokat nem régóta ismerik. Felfedezésük és feltárásuk rövid történetét egyik dolgozatában Bekey Imre Gábor írta le (1913). 1914-ben turistatársaság kirándult a pálvölgyi kőbányába, hogy felkutassa annak addig megismert üregeit. Fröhlich Árpád, a Pannónia TE elnöke szerint a pálvölgyi barlangok leginkább kémény- és repedésmászás gyakorlására alkalmasak. Simaságuk, nedvességük és sárosságuk annyira megnehezítik a sziklákon a mászást, hogy csak nagyon óvatosan lehet falat mászni bennük. Biztos, jó fogást csak a friss repedések és törések, esetleg cseppkőképződmények vagy cseppkővel bevont (cementált) kisebb-nagyobb kődarabok nyújtanak. Általában a fogások és az állások teljesen simák és kifelé lejtenek, ezért kevés biztonságérzetet nyújtanak.
Az 1921. évi Barlangkutatás szerint Kadić Ottokár 1921-ben, Tasnádi Kubacska András és a szakosztály tagjainak segítségével felmérte a pál-völgyi kőfejtő udvarát, majd elkészítette a kőfejtő részletes térképét. A térképen jól láthatók a pál-völgyi barlangok bejáratai, hasadékai, valamint az itt feltárt rétegek tektonikai és rétegtani viszonyai. Ebben az évben befejeződött a pál-völgyi kőfejtőben lévő Kőbánya-barlang részletes leírása, amely jelenleg sajtó alatt van, és meg fog jelenni folyóiratban nyomtatásban. Az 1924-ben megjelent, Budapest Duna-jobbparti környéke című kiadványban meg van ismételve az 1920-ban publikált könyv Kőbánya-barlangot (Bagyura-barlang) bemutató része.
Az 1932-ben napvilágot látott, Dudich Endre által írt könyvben, a Budai-hegység barlangjait ismertető részben meg van említve a Kőbánya-barlang, amelynek másik neve Bagyura-barlang. A könyv barlangra vonatkozó része 2 irodalmi mű alapján lett írva. Az 1934. évi Barlangvilágban publikált, Borbás Ilona által írt tanulmány szerint a pál-völgyi kőbánya falában a Pál-völgyi-barlang bejáratán kívül sok kisebb barlangbejárat van, leginkább a bánya Ny-i és ÉNy-i részén. A Kőbánya-barlang a Látóhegyi-barlang alatt van és azzal párhuzamosan halad. A Kőbánya-barlangban nagyon sok a kőtörmelék. Az 1935. évi Erdészeti Lapokban szó van arról, hogy a pál-völgyi kőbányából nyíló Látóhegyi barlang és a Kőbánya-barlang (más néven Bagyura-barlang) ugyanabban a hasadékban alakultak ki. A Kőbánya-barlang bejárata egy 20 m hosszú üregbe vezet.

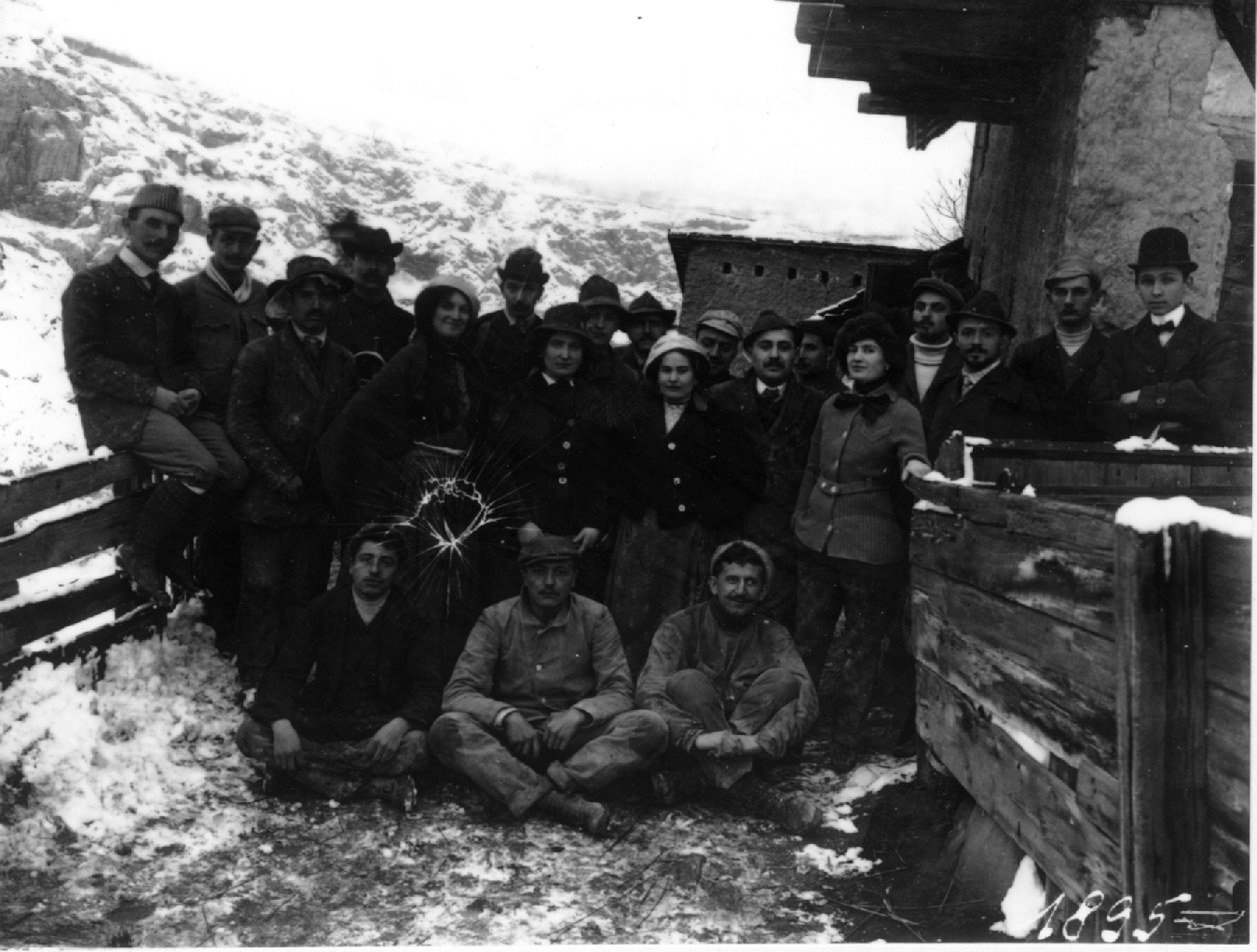
Kirándulók a pál-völgyi kőfejtőben lévő bányaőrháznál 1910-ben

A Természettudományi Közlöny 1936. évi évfolyamában lévő, Jaskó Sándor által írt tanulmányban meg van említve, hogy a Pál-völgyi-barlang kőfejtőjében, illetve a Mátyás-hegy oldalában sok kisebb-nagyobb üreg nyílik a Pál-völgyi-barlangon kívül. A nevezetesebbek közé tartozik a Bagyura-barlang. A pálvölgy–rózsadombi barlangvidéken az egyes barlangok nem függnek össze egymással, a pál-völgyi barlangcsoportot a nagy távolságon kívül még a közbesüllyedt budai márga is elválasztja a Szemlő-hegy és Ferenc-hegy tömbjétől. A pál-völgyi barlangcsoport legmélyebb járatainak vízszintes feneke valószínűleg a 150–160 m tszf. magassági szintbe illeszkedik. A pálvölgy–rózsadombi barlangvidék barlangjainak egyik csoportja (Szemlő-hegyi-barlang és pál-völgyi barlangok) 170 m és 210 m tszf. magasság között alakult ki. A publikációban van egy földtani térkép, amely a pálvölgy–rózsadombi barlangvidéket mutatja be. A térképen látható a pál-völgyi barlangok bejáratainak és járatainak földrajzi elhelyezkedése. A térképen valószínűleg a Bagyura-barlang is szerepel.
Az 1937-ben megjelent, Szeghalmy Gyula által írt könyvben szó van arról, hogy a Pál-völgyi-barlang kőfejtőjében, illetve a Mátyás-hegy oldalában a Pál-völgyi-barlang bejáratán kívül sok barlangszáj sötétlik. Itt van a Mátyás-hegyi-barlang, a Hideglyuk-barlang, a Bagyura-barlang és a Harcsaszájú-barlang, amelyeknek járataik nummuliteszes mészkőben keletkeztek. Ennek a négy barlangnak az ismert hossza együtt kb. 500–600 m. Minden bizonnyal összekapcsolódnak mélyen lévő részeik a velük egyszerre, ugyanabban a kőzetben, ugyanolyan viszonyok között keletkezett pálvölgyi barlangcsoporttal.
Az 1938-ban megjelent, A Rózsadomb és környéke barlangjai című kiadványban az van írva, hogy Budapest barlangvidéke a rózsadomb–zöldmáli barlangpark. Idetartozik három nagyméretű, páratlan barlang, a Pál-völgyi-barlang, a Szemlő-hegyi-barlang és a Ferenc-hegyi-barlang, illetve három kisebb barlang, a Látóhegyi-barlang, a Kőbánya-barlang és a Mátyás-hegyi-barlang. A Turisták Lapja 1938. augusztus–szeptemberi számából megtudható, hogy Kadić Ottokár a Rózsadomb és Vidéke Egyesület legutóbbi ülésén előadást tartott, melyen elhangzott, hogy a rózsadomb–zöldmáli barlangrendszerhez három nagy barlang (Pál-völgyi-barlang, Szemlő-hegyi-barlang, Ferenc-hegyi-barlang) és három kisebb barlang (Látóhegyi-barlang, Kőbánya-barlang, Mátyás-hegyi-barlang) tartozik.
Az 1948-ban kiadott, Szegő István által írt útikönyvben lévő Pál-völgyi-barlang leírásban meg van említve, hogy a Pál-völgyi-barlang többi része: a Kőbánya-barlang, a Harcsa száj, a Fehérterem, a Hideg-barlang és a Jordán megtekintése csak nagyon gyakorlott turistáknak ajánlott.

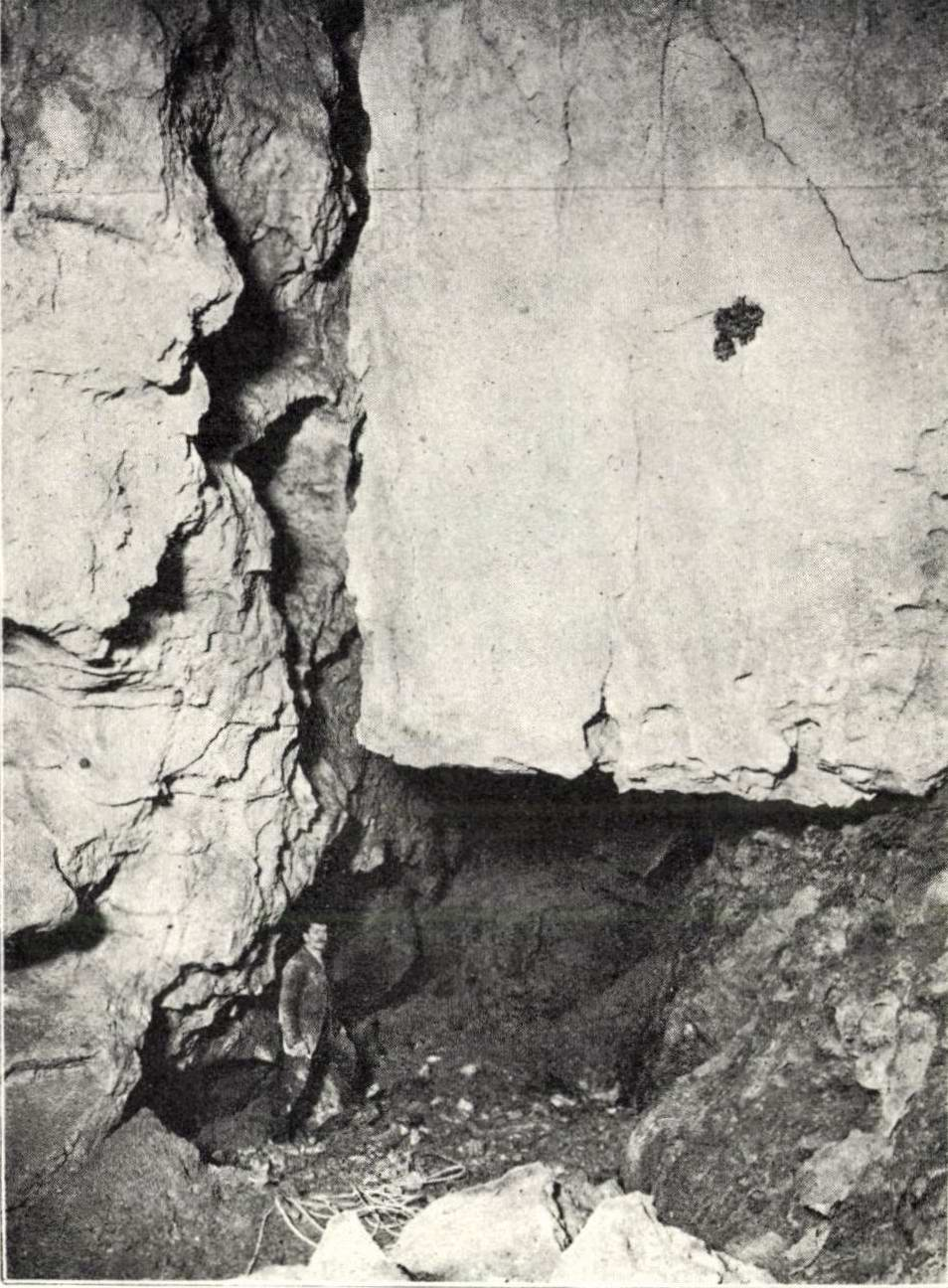
Bagyura-barlang. Függő kő (a fényképet Bekey Imre Gábor készítette)

Az 1957. évi Karszt- és Barlangkutatási Tájékoztatóban található, Láng Gábor által írt összefoglalásban az van írva, hogy a pálvölgyi kőfejtőben a főbarlangon (Pál-völgyi-barlang) kívül több olyan üreg, sőt üregrendszer van, amelyek felmérése, kutatása eddig el lett hanyagolva. Ezek összhossza kb. 420–430 m. Ezek az üregek a főbarlanggal azonos földtani keretbe sorolhatók. Felső eocén nummuliteszes mészkő és bryozoás márga rétegösszletében lévő kb. ÉK–DNy, illetve ÉNy–DK csapású kőzetrésrendszerek mentén az egykori termák oldó hatására jöttek létre. Fejlődésük két szakaszra különíthető. A pálvölgy környéki mészkőrögben egységes vízrendszer és üreghálózat keletkezett, majd utólagos szerkezeti mozgások metszették el a már létrejött járatokat, tehát mintegy szétdarabolódott a termális karszt. A jelenlegi kiterjedést leginkább ezek a vonalak határozzák meg, melyek legtöbbször mint omlások (törmeléklabirintusok) alakjában vannak jelen.
A kőfejtő és az említett kisebb üregek felmérése és földtani értékelése alapján Láng Gábor ismertette a 6 jelentősebb barlang topográfiai, méret és földtani adatait. A Bagyura barlang további nevei Bagyura lyuk, Kőbánya barlang, Kőfejtő barlang és Róka barlang (Bertalan Károlytól átvett adatok). 201,5 m tszf. magasságban van a bejárata a 81 m hosszú, 24 m mély, 37 m vízszintes kiterjedésű és átlag 2 m széles barlangnak. A kőbánya alsó szintjén nyíló barlangnak nummuliteszes mészkő és alapbreccsa a befoglaló kőzete. A barlangot preformáló fő törésirány 115°–295°. A barlangban mért rétegdőlés 100°/2°. Képződményei: cseppkő, barit, kaolinit és termális gejzirit. Kitöltése agyag és kőtörmelék.
Leél-Őssy Sándornak az 1957. évi Földrajzi Értesítőben lévő tanulmányában meg van említve, hogy a Pál-völgyi-barlang kőfejtőjében a nummuliteszes mészkőben még több kisebb-nagyobb, hévizes keletkezésű, jelenleg már száraz barlang van, amelyek minden bizonnyal eredetileg a Pál-völgyi-barlanghoz kapcsolódtak. A Pál-völgyi-barlanghoz és a Harcsaszájú-barlanghoz képest a többi, pálvölgyi barlang (Bagyura-lyuk, Bekey-barlang és még több kisebb üreg) sokkal kisebb méretű. Az 1957-ben kiadott, Pápa Miklós által írt útikalauz szerint Bekey Imre Gábor sokat foglalkozott barlangkutatással, főleg a pál-völgyi barlangokkal. A Pál-völgyi-barlangot magába foglaló kőbányában a Pál-völgyi-barlangon kívül még több barlang nyílik. Közvetlenül a Guggerhegyi-barlang alatt van a Bagyura-barlang. Az utóbbi két barlang mellett van a Pál-völgyi-sziklaüreg.

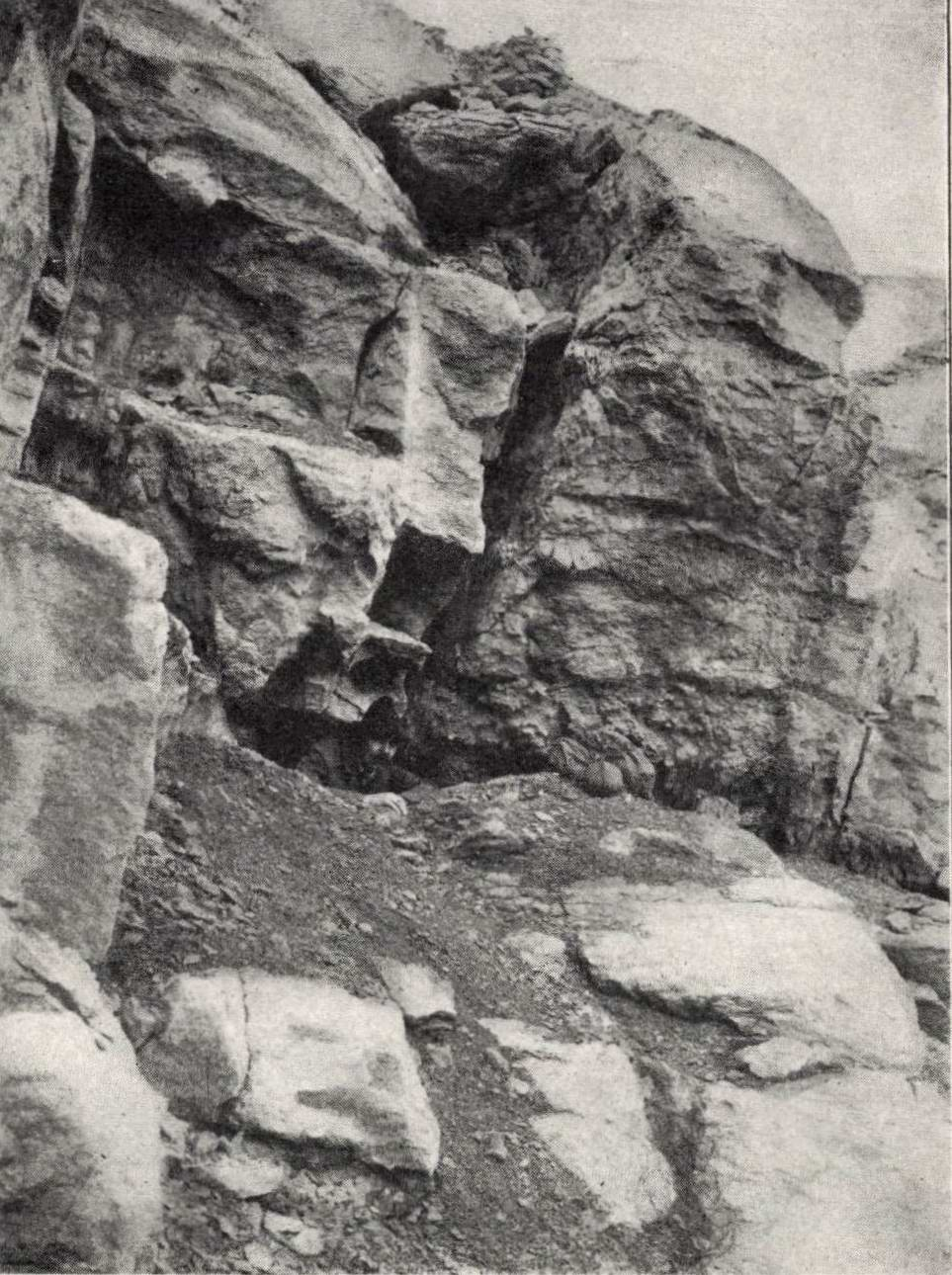
A Bagyura-barlang bejáratának 1913-ban publikált fényképe (a fényképet Bekey Imre Gábor készítette)

Az 1958-ban megjelent, Budapest természeti képe című könyvben szó van arról, hogy különösen a Mátyás-hegy és a Pálvölgy barlangjai nevezetesek szép cseppköveikről. A mátyás-hegyi és pál-völgyi barlangokban, valamint kőbányákban a fennőtt baritkristályokat és tömött baritkérgeket a pirit kockás kristályai, fészkei és halmazai kísérik. Mellette ott láthatók a vörös vasokker és limonit fészkei, amelyek a pirit átalakulásából jöttek létre. A Mátyás-hegyi-barlanggal és a többi kisebb-nagyobb üregrendszerrel együtt a Pálvölgy környéki barlangok hossza sokkal több 3 km-nél. A Pál-völgyi-barlang kőfejtőjében elhelyezkedő többi, kisebb barlang is hévizes eredetű és valószínűleg összefüggtek a Pál-völgyi-barlanggal. A Bagyura-barlang a Harcsaszájú-barlangnál kisebb.
Az 1959-ben napvilágot látott, Budapest természeti földrajza című kiadvány szerint a Pál-völgyi-barlang közvetlen közelében, ugyanannak a kőfejtőnek az oldalában mint amelyikben a Pál-völgyi-barlang nyílik, van még néhány kisebb-nagyobb barlang. Az 50 m-nél hosszabb Bagyura-barlang a Harcsaszájú-barlanghoz hasonlóan jött létre és a Harcsaszájú-barlanghoz hasonló a formakincse. A Bagyura-barlang ugyanabban a kőfejtőben nyílik, mint amelyikben a Harcsaszájú-barlang bejárata van. Lehet, hogy a Bagyura-barlang egykor összefüggött a Pál-völgyi-barlanggal. A Mátyás-hegyi-barlang egykor valószínűleg összefüggött a közelében lévő Pál-völgyi-barlanggal, vagy esetleg a Pál-völgyben található sok barlang közül eggyel, vagy többel is. A Budapest környékén lévő kb. 50 barlang közül 6 hosszabb 500 m-nél és ezeken kívül még két barlang hosszabb 50 m-nél, a Bagyura-barlang és a Harcsaszájú-barlang. Ez utóbbi kettő a Pál-völgyi-barlang mellett helyezkedik el.
Az 1960. évi Karszt- és Barlangkutatási Tájékoztatóban publikált, Ozoray György által írt tanulmányban meg van említve, hogy a Bagyura-barlangban előfordul gejzirit és barit. Láng Gábor szerint kaolinit van a barlangban. A cseppkőképződés a Budapesten és környékén lévő kőfejtők kis üregein kívül csak a Pál-völgyi-barlangban, a Bagyura-barlangban és a Solymári-ördöglyukban számottevő. Az 1965. évi Karszt- és Barlangkutatási Tájékoztatóban kiadott, Ozoray György által írt tanulmányban meg van említve, hogy a Bagyura-barlangban előfordul barit. Láng Gábor szerint kaolinit van a barlangban. A cseppkőképződés a Budapesten és környékén lévő kőfejtők kis üregein kívül csak a Pál-völgyi-barlangban, a Bagyura-barlangban és a Solymári-ördöglyukban számottevő.
Az Óbudai Szeszgyár Kinizsi Sportkör Barlangkutató Csoport 1967. évi jelentésében az olvasható, hogy a csoport 1967-ben, a területen, főleg a Harcsaszájú–Bagyura-barlangrendszer további feltárásán, illetve összefüggések keresésén dolgozott. Felmérték a barlangokat. A kutatásokban nagyon aktívan vettek részt a csoport tagjai. A bontómunkánál többször segítettek az óbudai Gábor Áron Általános Iskola barlangkutatói. A feltáró munkát Palánkai János, a felmérő munkát pedig Vukov Péter vezette. A jelentésbe mellékletként bekerült a barlangrendszer részletes ismertetése, amelyet Vukov Péter írt.

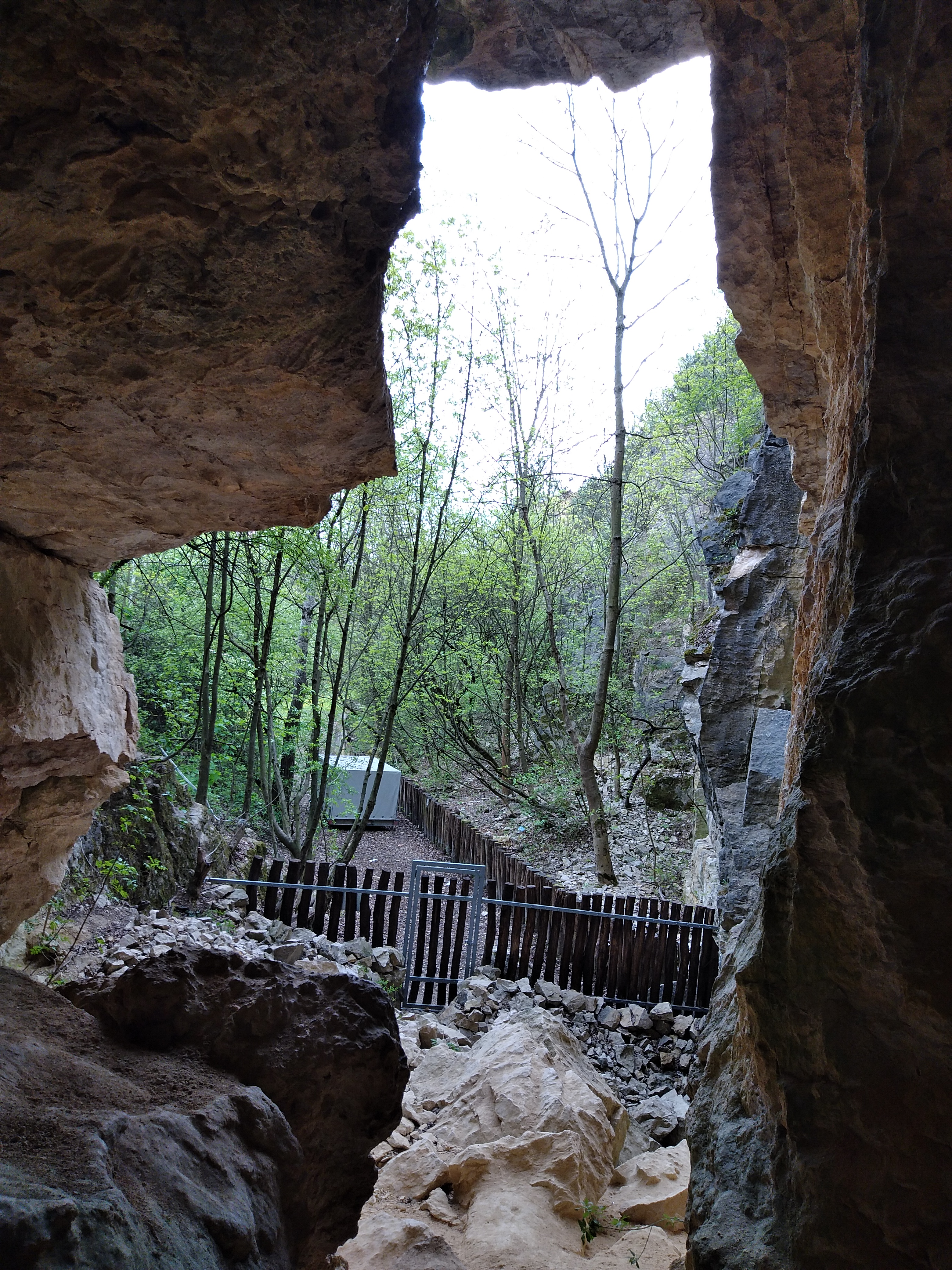
Kilátás a Bagyura-barlangból

A kézirat szerint a csoport évek óta foglalkozik a pálvölgyi kőfejtőben lévő Harcsaszájú-barlang és Bagyura-barlang kutatásával. A csoport tagjai már régóta szerették volna felmérni a két barlangot. A felmérő munka 1967 júliusában kezdődött és 1967 végére készült el. A térkép elkészítésére a VITUKI adta a megbízást, de ez csak a Harcsaszájú–Bagyura-barlangrendszer főágára vonatkozott, mert a barlangban karsztvízszivárgási észlelőhelyet akartak berendezni. A mérési eredmények ugyanis a szivárgási hely és a fedőkőzet vastagságának ismeretében dolgozhatók fel. Vukov Péter alaptérképként a pálvölgyi kőfejtőt bemutató, 1:200 méretarányú topográfiai térképet használt. A csoportot legjobban érdeklő rész, a kőfejtő Ny-i sarka vázlatszerűen volt ábrázolva az alaptérképen. A terület alappontjait és magasságilag adott pontjait is feltünteti a térkép. A Bagyura-barlang beméréséhez szükséges sokszögvonalat a Pál-völgyi-barlang irodája mellett elhelyezett, 204,46 m tszf. magasságban lévő pontról indította Vukov Péter.
A felszíni bemérésekhez és a barlangfelmérés egyes szakaszaihoz Wild T-O busszolás tahimétert használt, amelyet a Budapesti Műszaki Egyetem Felsőgeodézia Tanszékétől kapott kölcsön. Megfelelő pontosságú volt a műszer a mérésekkor. Távmérésnél a megbízhatóság ±10 cm, a magasságkülönbségnél ±1 cm, vízszintes szögmérésnél a koinoidenciás leolvasó berendezés segítségével ±4–5'-es megbízhatóságú leolvasást lehetett elérni. A távméréshez 3 m hosszú, cm osztású lécet használtak. A távolságokat 50 m-es kézi acélszalaggal, cm-es megbízhatósággal mérték. Fokbeosztású klinométert alkalmaztak a dőlések mérésére. A magasságkülönbségeket ennél a mérésnél is cm-es pontossággal számították. Az összes mérésnél vízszintesre redukálták a ferde távolságokat, hogy megszerkeszthessék a térképet. A barlangjáratok összhossza mégis a járatok valódi hossza szerint, az 5. ljubljanai kongresszuson született irányelveknek megfelelően lett megadva.
A felszínen sokszögeléssel határozták meg a barlangok bejáratainak helyeit. A két független sokszögvonal egymáshoz lett csatlakoztatva egy ponton, amelyet a csoport megjelölt, de ez a pont azóta elpusztult. Erről az álláspontról a kőfejtő Ny-i részének barlangbejáratait is bemérték, hogy (a későbbi felmérésekkor) az alaptérképre rászerkeszthetők legyenek. (Vukov Péter a mérés technikáját és a számítás folyamatát nem részletezte a kéziratban, mert bőven van idevonatkozó irodalom ezekről a Karszt és Barlangban.) A Harcsaszájú-barlang felmérésénél használt módszerhez hasonló módszert alkalmazott Vukov Péter, amikor társaival felmérte a Bagyura-barlangot. A bejárati pont a jegyzőkönyvi 9. számú pont, amely 204,03 m tszf. magasságban helyezkedik el. Ezt a pontot facövekkel állandósították és megfelelően elrejtették illetéktelen kezek elől. A térkép felhasználásával, 1967 őszén sikerült a csoportnak összebontania a Harcsaszájú-barlangot és a Bagyura-barlangot, így a két barlang jelenleg egy barlangrendszert alkot. Ennek javasolt neve Harcsaszájú–Bagyura-barlangrendszer (ez szerepel a térképlapon is).

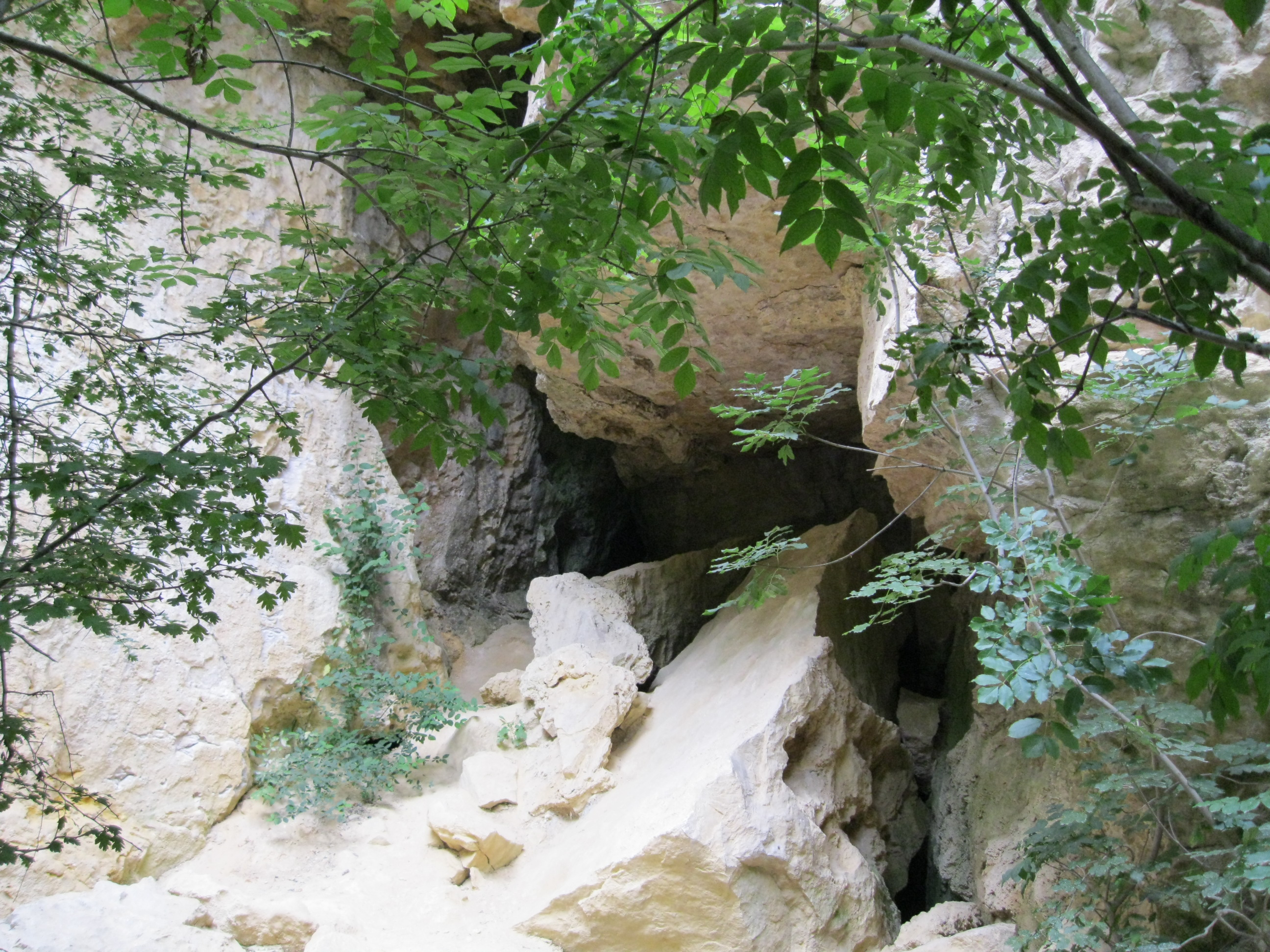
A Bagyura-barlang bejárata 2011-ben

A barlangrendszer vetületi hossza 194,5 m, valódi hossza pedig 261,9 m. A valódi hosszak az alábbi adatokból állnak: Harcsaszájú-barlang Kopoltyú 43,3 m, főág 163,3 m, emelet pedig 19,1 m (összesen 225,7 m). Bagyura-barlang főhasadék 26,6 m, mellékágak pedig 9,9 m (összesen 36,1 m). Méreteihez képest jelentős a barlangrendszer függőleges kiterjedése. A bejárat és a Guillotine-terem feneke között 40,8 m a szintkülönbség. A végpont ennél kissé magasabban, a bejárattól 37,8 m-rel lejjebb található. Vukov Péter megpróbált fotószelvényezni (a Maucha László és Tóth József féle elképzelés alapján) a barlangrendszerben. Sikerült néhány képet, használható fotószelvényt is készítenie. A szelvényezéssel, mint tudományos diákköri témával is foglalkozott, melynek eredményét később fogja közölni. A Bagyura-barlang bemért pontjainak tszf. magassági adatai: 204,03 m (9. számú pont), 198,79 m (26.), 195,3 m (27.), 196,77 m (28.), 198,59 m (29.).
A Harcsaszájú–Bagyura-barlangrendszer két barlangja a geológiai, morfológiai tájegységet nézve a Szép-völgyhöz tartozik. A Szép-völgy egyik oldalvölgyének becsatlakozásánál, a pálvölgyi kőfejtőben nyílnak. A tektonikának köszönhetik kialakulásukat a barlangok. A törések fő iránya ÉNy–DK, a mellékjáratok erre majdnem merőlegesen helyezkednek el. Mindkét barlang egy ÉNy–DK csapású hasadék mentén keletkezett. Tipikusan tektonikus kialakulásra utalnak a járatok típusai is. A területen a tektonikus mozgásoknak szinte egyenes következménye a termálvizes tevékenység. A törések és velük együtt a hévforrások keletkezése a pliocén végén, az ópleisztocén elején történhetett. A termálvizekből ásványok (kalcit, barit, gejzirit stb.) váltak ki, melyek a barlangok falain láthatók. Melegvizes tevékenységre utalnak a gömbfülkék és az oldásnyomok is. A barlangrendszer egyik részében sincsenek borsókövek.

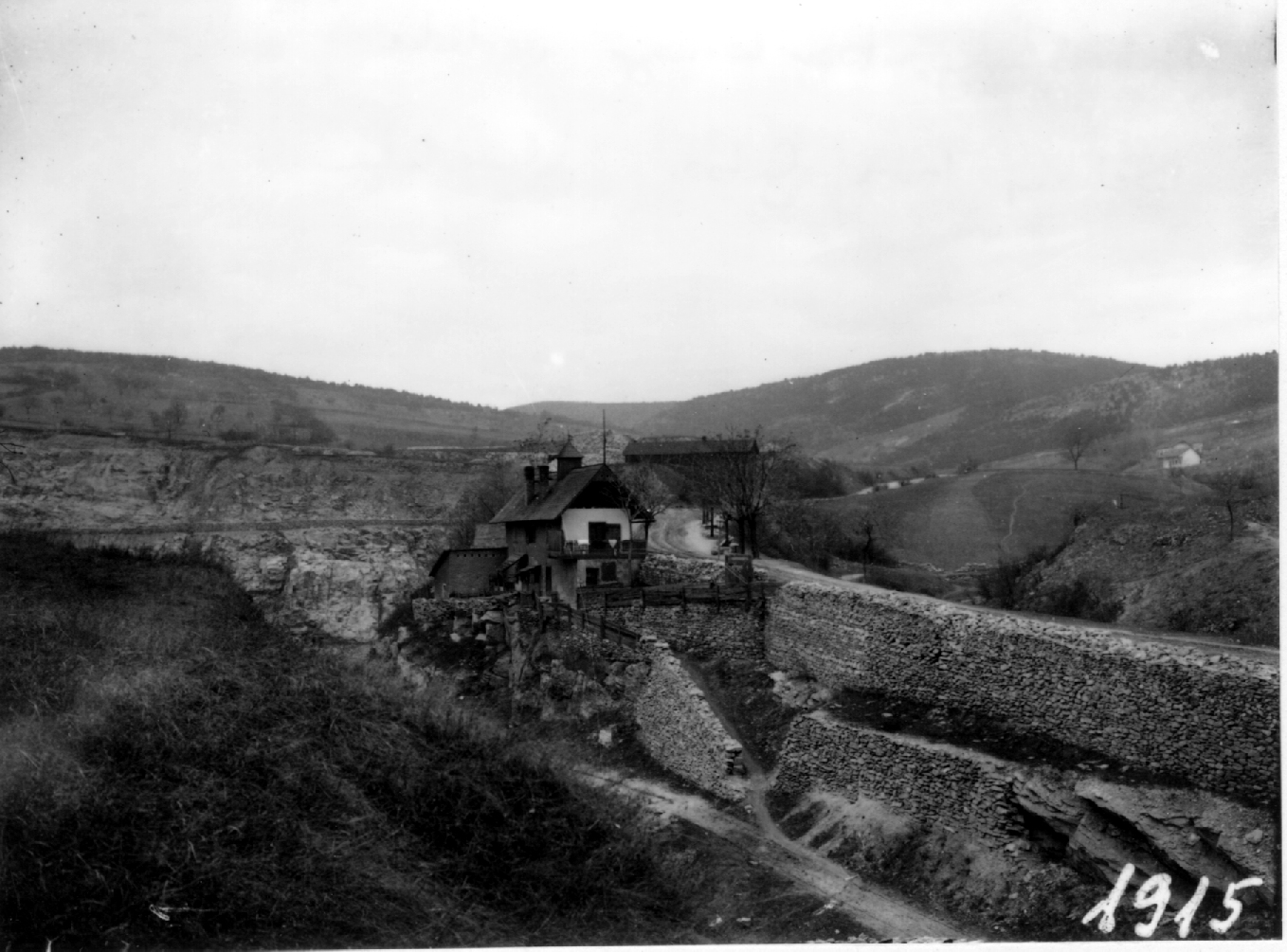
A Bagyura-barlang bejáratának helyet adó kőbánya 1910-ben (Bekey Imre Gábor fényképe)

A barlangok kitöltésére a barna barlangi agyag jellemző, amely helyenként nagyon sok kőtörmelékkel keveredik. A barlangrendszer sok pontján aktív cseppkőképződés figyelhető meg. Pusztuló cseppkőképződmények csak a Harcsaszáj közvetlen közelében vannak. Még nem foglalkozott a barlangok meteorológiai vizsgálatával az Óbudai Szeszgyár Kinizsi Sportkör Barlangkutató Csoport. Vukov Péter a kéziratban köszönetet mondott Varga Magdolnának (egyetemi tanársegéd) és Horváth Jánosnak (az MKBT szpeleokartográfiai szakbizottságának vezetője), akik tanácsaikkal és segítőkészségükkel támogatták a felmérő munkát. Köszönet illeti Kessler Hubertet is, aki függőkompaszát adta a munkához. Vukov Péter segítői voltak még a felmérésben: Eggenhoffer Péter, Erdélyi Tibor, Majláth József, a Miszlai testvérek és ifj. Vukov Konstantin (Vukov Péter öccse), aki a rajzolásánál segített legtöbbet. A jelentéshez mellékelve lett a barlang alaprajz térképe, hosszmetszet térképe, és néhány olyan fénykép, amelyek bemutatják a barlangot. A szpeleokartográfiai szakbizottság már kapott a térképekből és a teljes leírásból egy példányt. Ez a példány fényképmellékleteket is tartalmaz.
Az 1969. évi Karszt- és Barlangkutatási Tájékoztatóban meg van említve, hogy az Óbudai Szeszgyár Kinizsi Barlangkutató Csoportja 1967–1968-ban végezte el a Harcsaszájú-barlang és a Bagyura-barlang térképezését.
Az 1976-ban befejezett, Magyarország barlangleltára című kéziratban az olvasható, hogy a Budapest II. kerületében lévő Kőbánya-barlang további nevei Bagyura-barlang, Bagyura-lyuk (Leél-Őssy 1957), Kőfejtő-barlang és Róka-barlang (Venkovits István, Láng Gábor szóbeli közlése). A pál-völgyi kőfejtőben, a Látóhegyi-barlang alatt, ugyanannak a hasadéknak mélyebb részén található. A barlang 81 m (vízszintesre redukálva 37 m) hosszú és 24 m mély. Ugyanolyan jellegű mint a többi, pál-völgyi barlang. 1967 óta a Harcsaszájú-barlanggal összefügg. Barlangi túrázásra van hasznosítva korlátozásokkal. A kézirat Kőbánya-barlangra vonatkozó része 1 publikáció alapján lett írva. A Budapest II. kerületében lévő Harcsaszájú barlang a Kőbánya-barlang felett helyezkedik el.

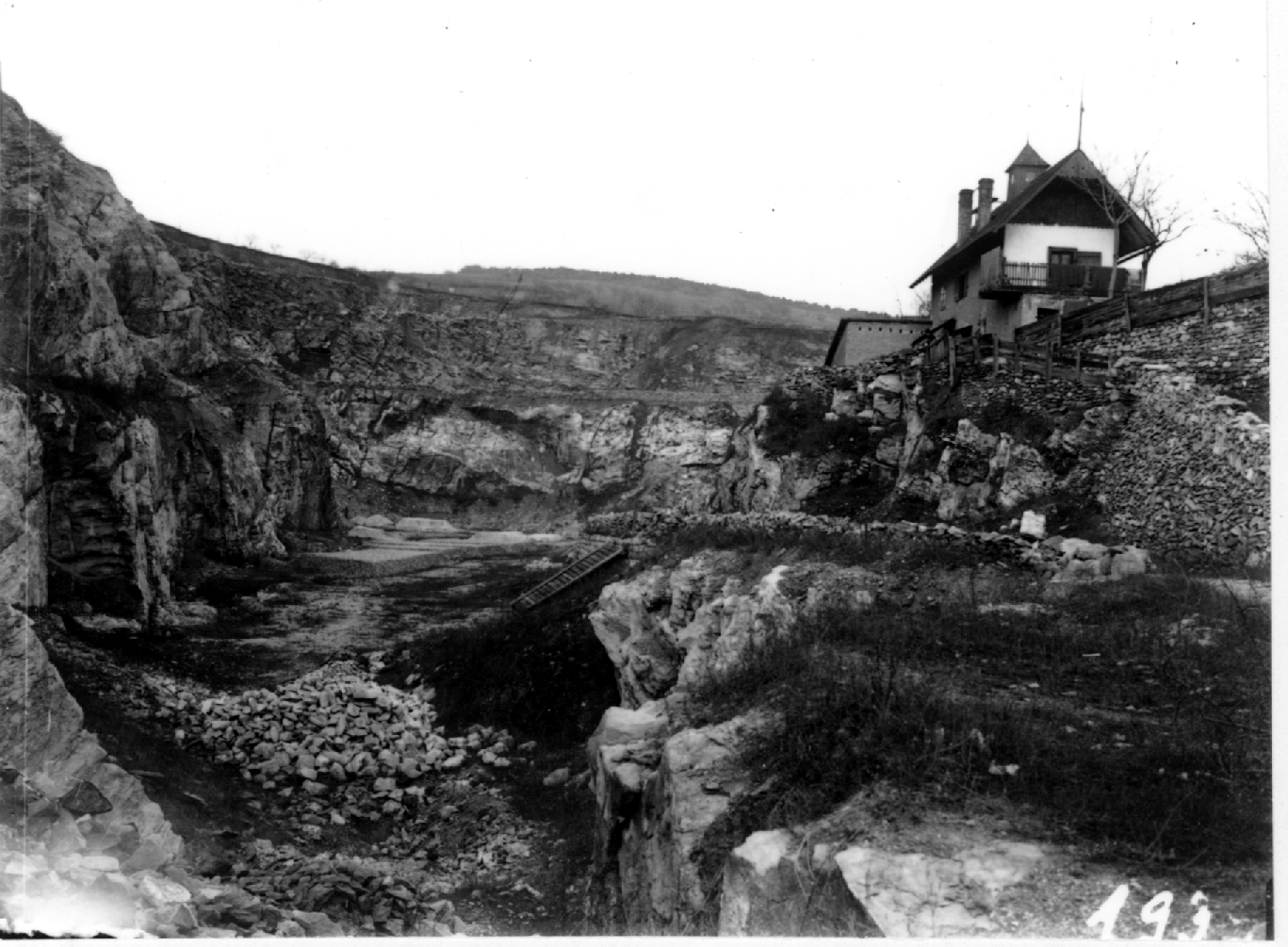
A Bagyura-barlang bejáratának helyet adó kőbánya 1910-ben (Bekey Imre Gábor fényképe)

A Bertalan Károly és Schőnviszky László által összeállított, 1976-ban megjelent Magyar barlangtani bibliográfia barlangnévmutatójában meg van említve a Budai-hegységben lévő barlang Bagyura-barlang néven Kőbánya-barlang névváltozattal. A barlangnévmutatóban fel van sorolva 9 irodalmi mű, amelyek foglalkoznak a barlanggal. Az 1977. évi Karszt és Barlang angol nyelvű különszámában megjelent, The longest and deepest caves of Hungary (December 31, 1975) című közleményből megtudható, hogy a Budai-hegységben fekvő, 225 m hosszú Harcsaszájú Cave (vagy Bagyura Cave) 1975. december 31-én Magyarország 45. leghosszabb barlangja.
A Honvéd Osztyapenkó SE Bekey Imre Gábor Barlangkutató Csoportnak 1982-ben volt kutatási engedélye a pál-völgyi kőfejtő barlangjainak kutatásához. Az 1984-ben kiadott, Magyarország barlangjai című könyvben meg van említve, hogy a több barlangból (pl. a Bagyura-barlangból) kimutatott baritnyomok értékelésénél mindig az a legnagyobb kérdés, hogy az ásvány vajon a barlang keletkezése előtt, a barlang keletkezésével egyszerre, vagy a barlang keletkezése után alakult-e ki. A kiadvány országos barlanglistájában, a Budai-hegység barlangjainak felsorolásában szerepel a barlang Harcsaszájú és Bagyura-barlang néven, Öreg-barlang, Déry-barlang, Kőfejtő-barlang és Róka-barlang névváltozatokkal. A listához kapcsolódóan látható a Dunazug-hegység barlangjainak földrajzi elhelyezkedését bemutató, 1:500 000-es méretarányú térképen a barlang földrajzi elhelyezkedése.
A 2005-ben megjelent, Magyar hegyisport és turista enciklopédia című kiadvány szerint Bekey Imre Gábor bejárta és ismertette a pál-völgyi kőfejtő üregeit. A Bekey Imre Gábor Barlangkutató Csoport célja a pál-völgyi kőfejtőnek és barlangjainak kutatása, védelme, felügyelete és népszerűsítése. A Pannónia Turista Egyesület Barlangkutató Szakosztálya 1919-ben, Scholtz Pál Kornél vezetése által alakult szervezet, melynek tevékenysége leginkább a Pál-völgyi-barlang és az annak közelében lévő barlangok népszerűsítésére és feltárására irányult. A Rózsadomb és Vidéke Egyesület 1938-ban elhatározta, hogy mozgalmat indít a Budapest II. kerületében lévő barlangok feltárására. Abban az időben már jól ismert volt a Pál-völgyi-barlang, a Ferenc-hegyi-barlang és a Szemlő-hegyi-barlang, a kisebb üregek között tartották nyilván a Bagyura-barlangot.

## További irodalom
- Kerekes József: A budakörnyéki hévvizes barlangokról. Földrajzi Zsebkönyv, 1944. (6. évf.) 21–33. old.
- Vigyázó János szerk.: Budai hegyek részletes kalauza. Budapest, 1934. (A harmadik kiadást Strömpl Gábor dolgozta át.)
- –: Budapest „Barlangváros”. Hungaria Magazin, 1941. (6. évf.) 3. sz. 13. old.